# UTC+6
| Süd-Sommer-/Nord-NormalzeitSeegebiet | Nord-Sommer-/Süd-NormalzeitStandardzeit ganzjährig |

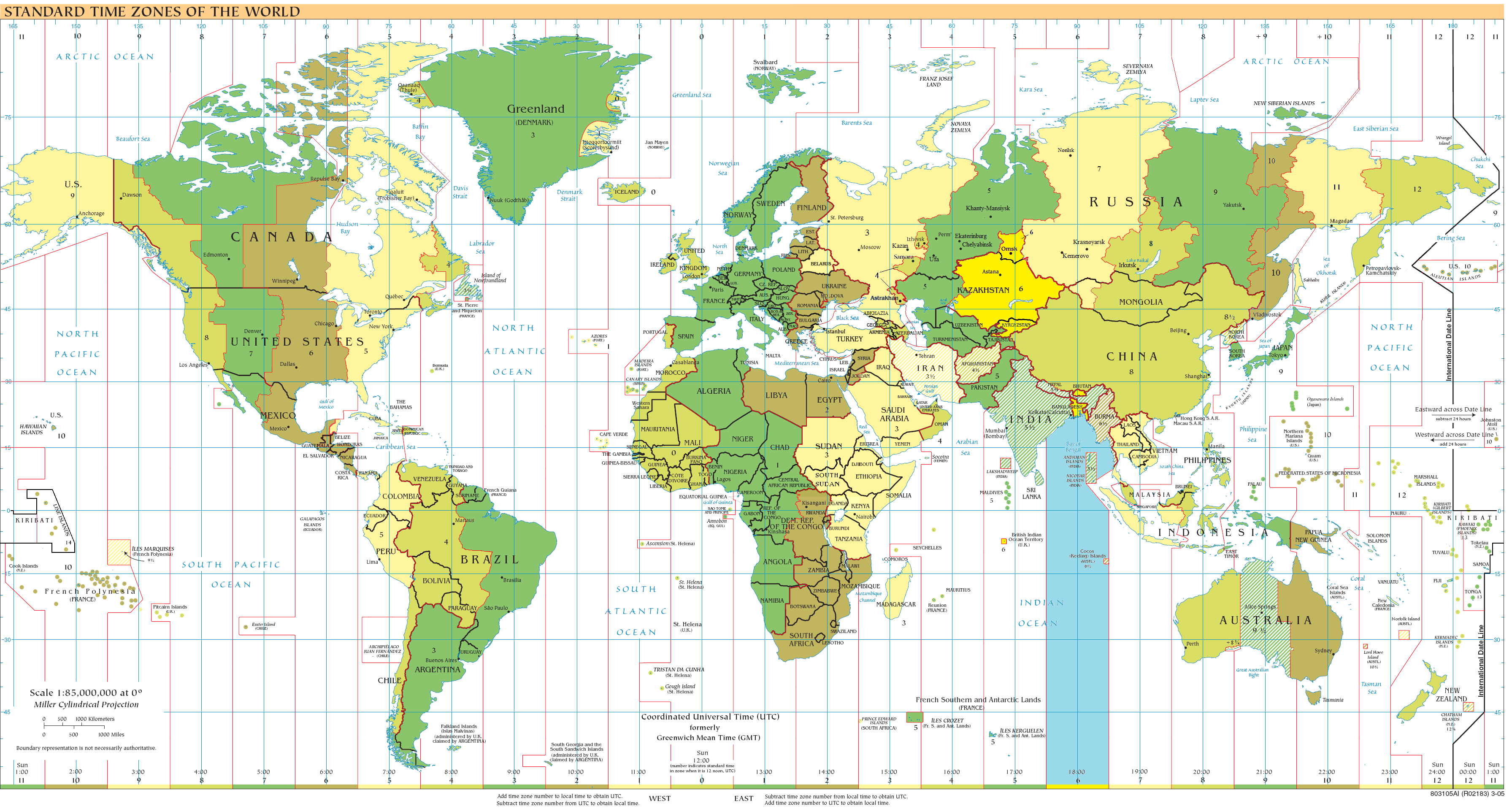
UTC+6:

UTC+6 ist eine Zonenzeit, die die Geographische Länge 90° Ost als Bezugsmeridian hat. Auf Uhren mit dieser Zonenzeit ist es sechs Stunden später als die koordinierte Weltzeit und fünf Stunden später als die MEZ.
Die größte Stadt dieser Zeitzone ist Dhaka in Bangladesch mit etwa neun Millionen Einwohnern.

## Geltungsbereich

### Ganzjährig
- Bangladesch
- Bhutan
- Kirgisistan
- Russland
  -  Oblast Omsk
- Vereinigtes Königreich
  -  Britisches Territorium im Indischen Ozean